# 1951 في تونس
فيما يلي قوائم الأحداث التي وقعت خلال عام 1951 في تونس.